# فيلي بليد
فيلي بليد (بالإنجليزية: Willie Blade)‏ هو لاعب كرة قدم أمريكية أمريكي، ولد في 7 فبراير 1979 في لنداشتول في ألمانيا.

## وصلات خارجية
- فيلي بليد على موقع مرجع كرة القدم المحترفة.كوم (الإنجليزية)